# Белл, Эрик Робин
Эрик Робин Белл (англ. Eric Robin Bell; 3 сентября 1947, Белфаст, Северная Ирландия) — ирландский музыкант (гитарист) и автор песен. Известен как один из основателей Thin Lizzy.

## Деятельность
В 1960-х годах играл в различных ирландских группах таких как Shades of Blue, Orphanage, Them.
Играл в Thin Lizzy со дня основания в 1969 году до 1973 года. С его участием были записаны альбомы Thin Lizzy, Shades of a Blue Orphanage и Vagabonds of the Western World. После ухода из группы он начал сольную деятельность, собрав Eric Bell Band. В 1970-х играл с Ноэлем Рэдингом, а также гастролировал с Бо Диддли.
В 1983 году ненадолго вернулся в Thin Lizzy.
Белл принял участие в концерте памяти Фила Лайнотта «The Boy is Back in Town» в Дублине в 2005 году. Этот концерт вышел на DVD под названием One Night in Dublin: A Tribute to Phil Lynott.